# Flensburg
Flensburg là một thành phố trong miền bắc của tiểu bang Schleswig-Holstein nằm ở cực bắc của nước Đức. Flensburg là thành phố lớn thứ ba của tiểu bang này sau Kiel và Lübeck. Flensburg là trung tâm của khu vực miền Nam Schleswig.
Tháng 5 năm 1945, chính phủ cuối cùng của Đức Quốc xã đã được đặt tại Flensburg, cái gọi là "chính quyền Flensburg" này được đứng đầu bởi đô đốc hải quân Karl Dönitz, tồn tại từ ngày 1 tháng 5 (ngày chết của Hitler) cho đến khi giải thể vào ngày 23 tháng 5.
Các thị trấn lớn gần nhất là Kiel (86 km về phía nam) và Odense ở Đan Mạch (92 km về phía đông bắc). Trung tâm thành phố Flensburg cách biên giới Đan Mạch khoảng 7 km.
Tại Đức, Flensburg được biết đến ở:
- cơ sở dữ liệu toàn quốc của người vi phạm giao thông
- bia Flensburger Pilsener, còn được gọi là bia "Flens"
- trung tâm của cộng đồng thiểu số người Đan Mạch ở Đức
- nguồn gốc của lời chào "Moin"
- công ty kinh doanh các sản phẩm khiêu dâm Beate Uhse và Orion
- đội bóng ném SG Flensburg-Handewitt
- học viện Hải quân tại Mürwik với chiếc tàu huấn luyện Gorch Fock

## Tham khảo

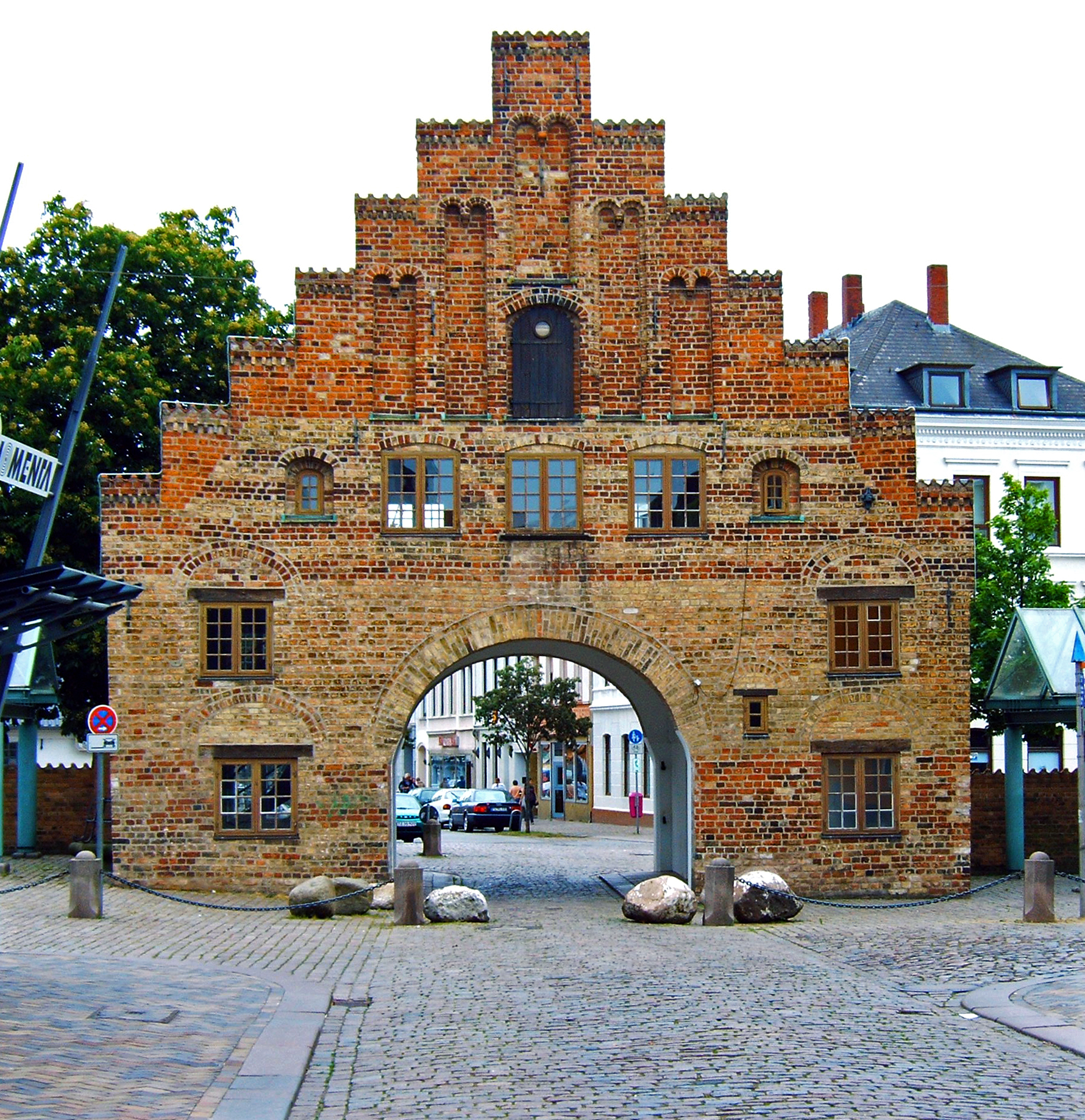
Nordertor
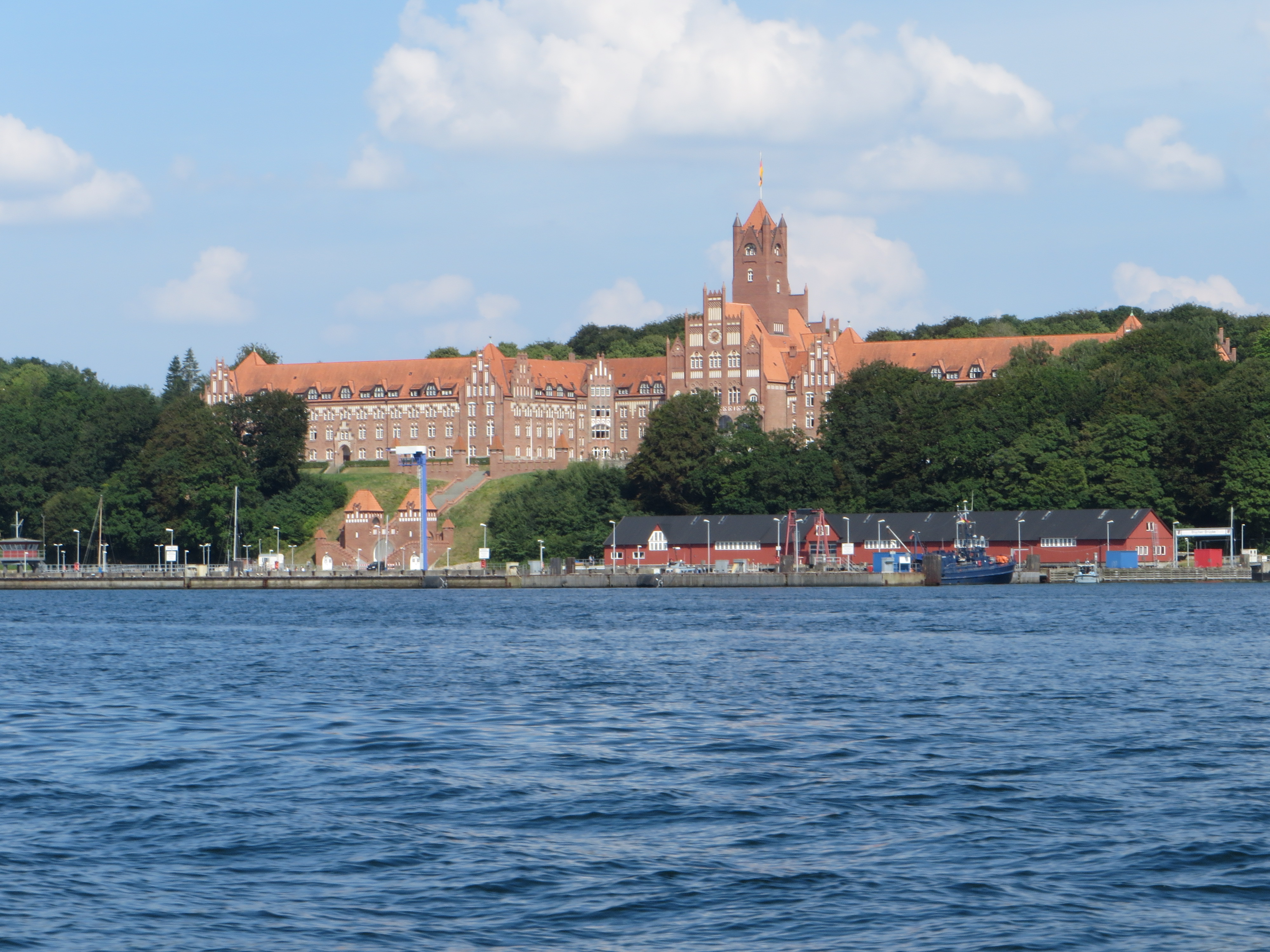
Marineschule Mürwik
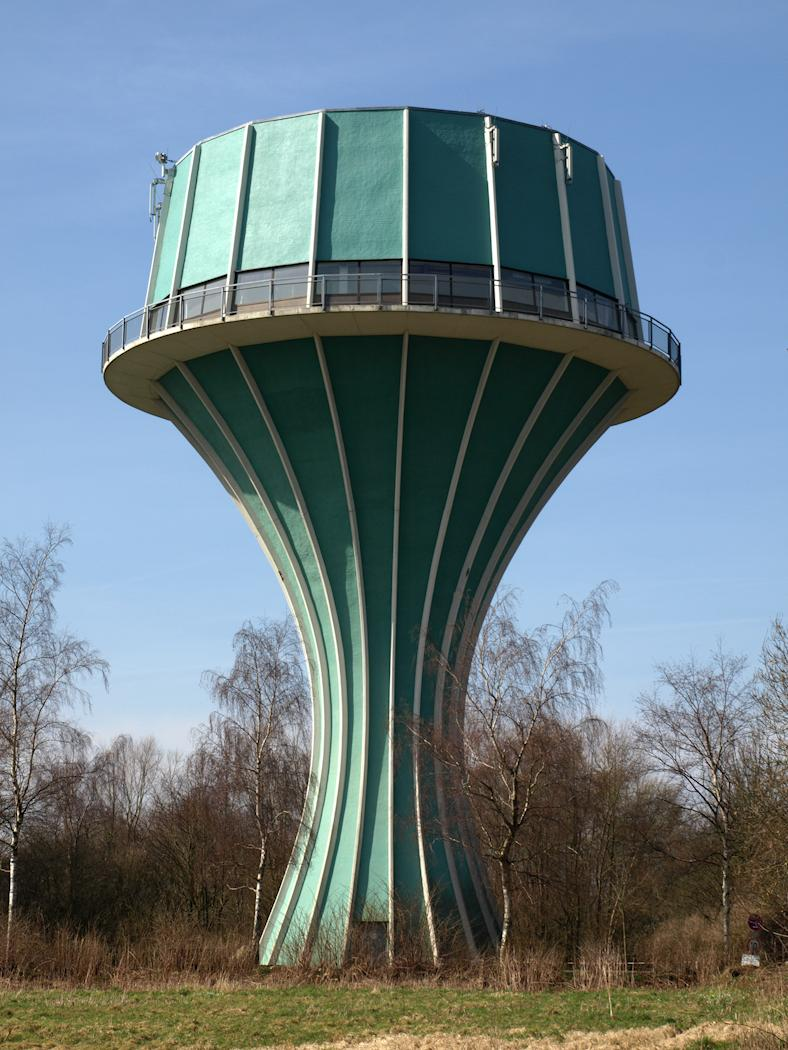
Mürwiker Wasserturm
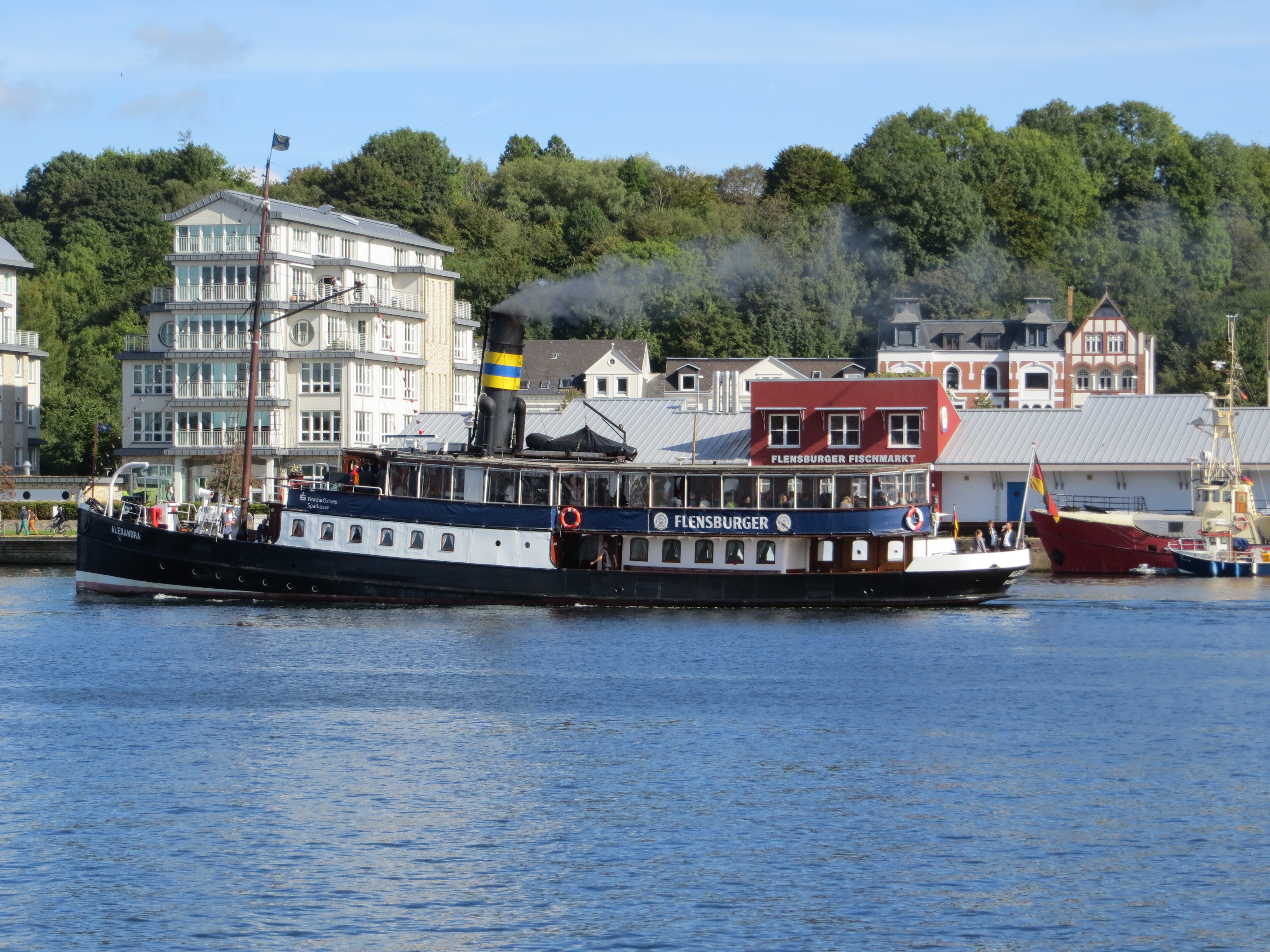
Alexandra
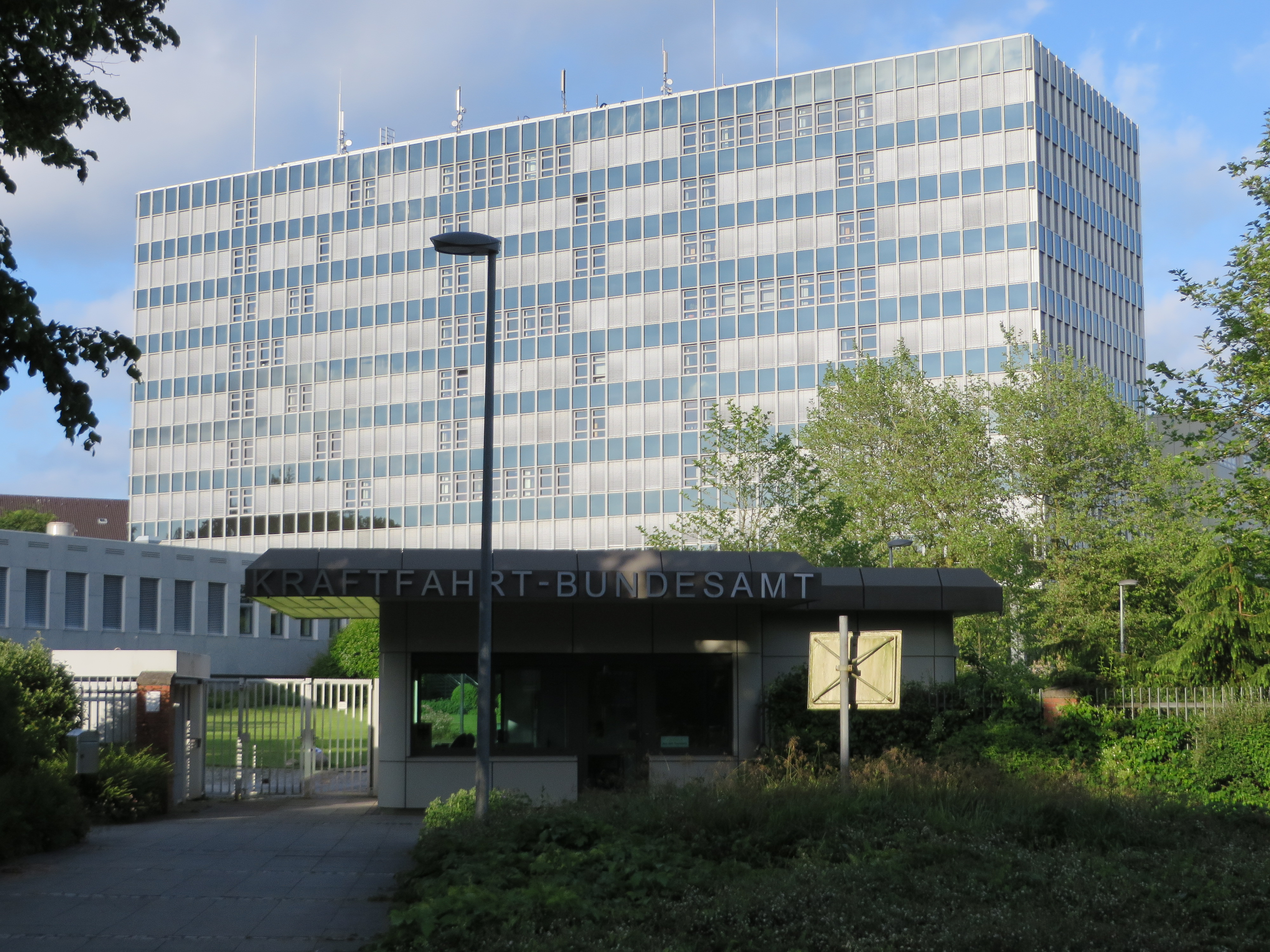
KBA

## Các quận
|  | - Altstadt (Innenstadt) - Engelsby - Friesischer Berg - Fruerlund - Jürgensby - Mürwik - Neustadt | - Nordstadt - Sandberg - Südstadt - Tarup - Weiche - Westliche Höhe |